# Урицкий (Орловская область)
Урицкий — поселок в Ливенском районе Орловской области России.
Входит в состав Сергиевского сельского поселения.

## География
Находится на правом берегу реки Сосна, северо-восточнее посёлка Михайловский, с которым граничит, и западнее деревни Петровка. Автомобильной дорогой соединён с обеими населёнными пунктами.
В посёлке имеется одна улица — Крестьянская.

## Население
| 2010 |
| ---- |
| 32   |